# Van Utenhove

Van Utenhove is een geslacht dat sinds 1814 tot de Nederlandse adel behoort.

## Geschiedenis

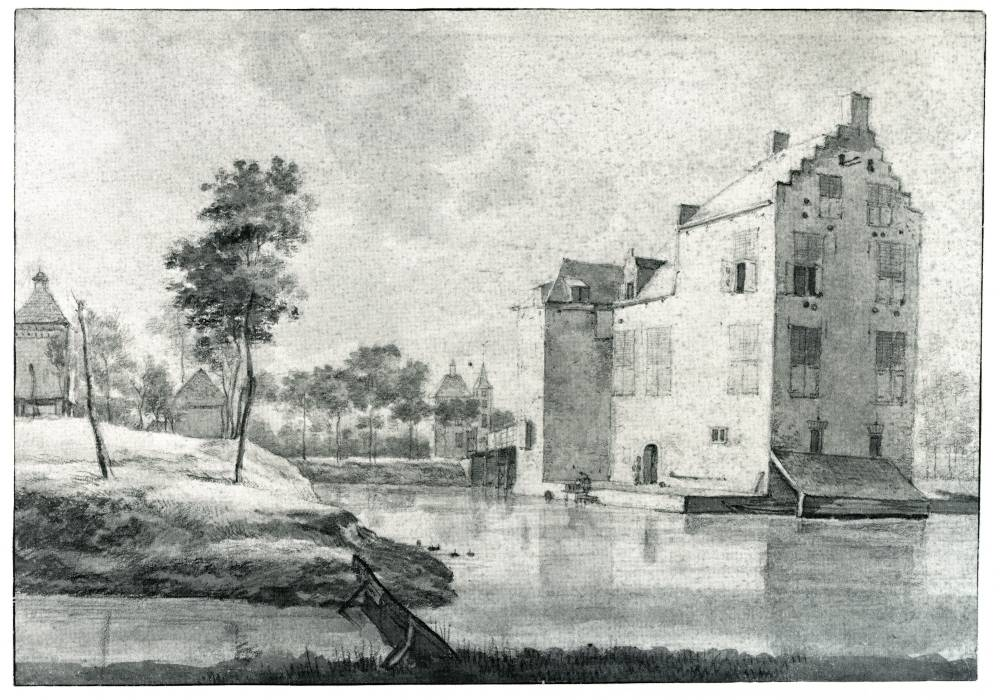
Kasteel Rijnestein door Roelant Roghman

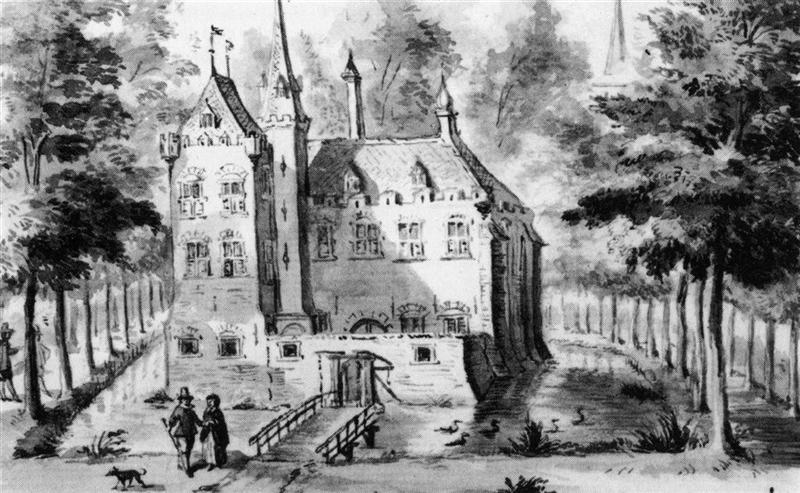
Kasteel Bottestein

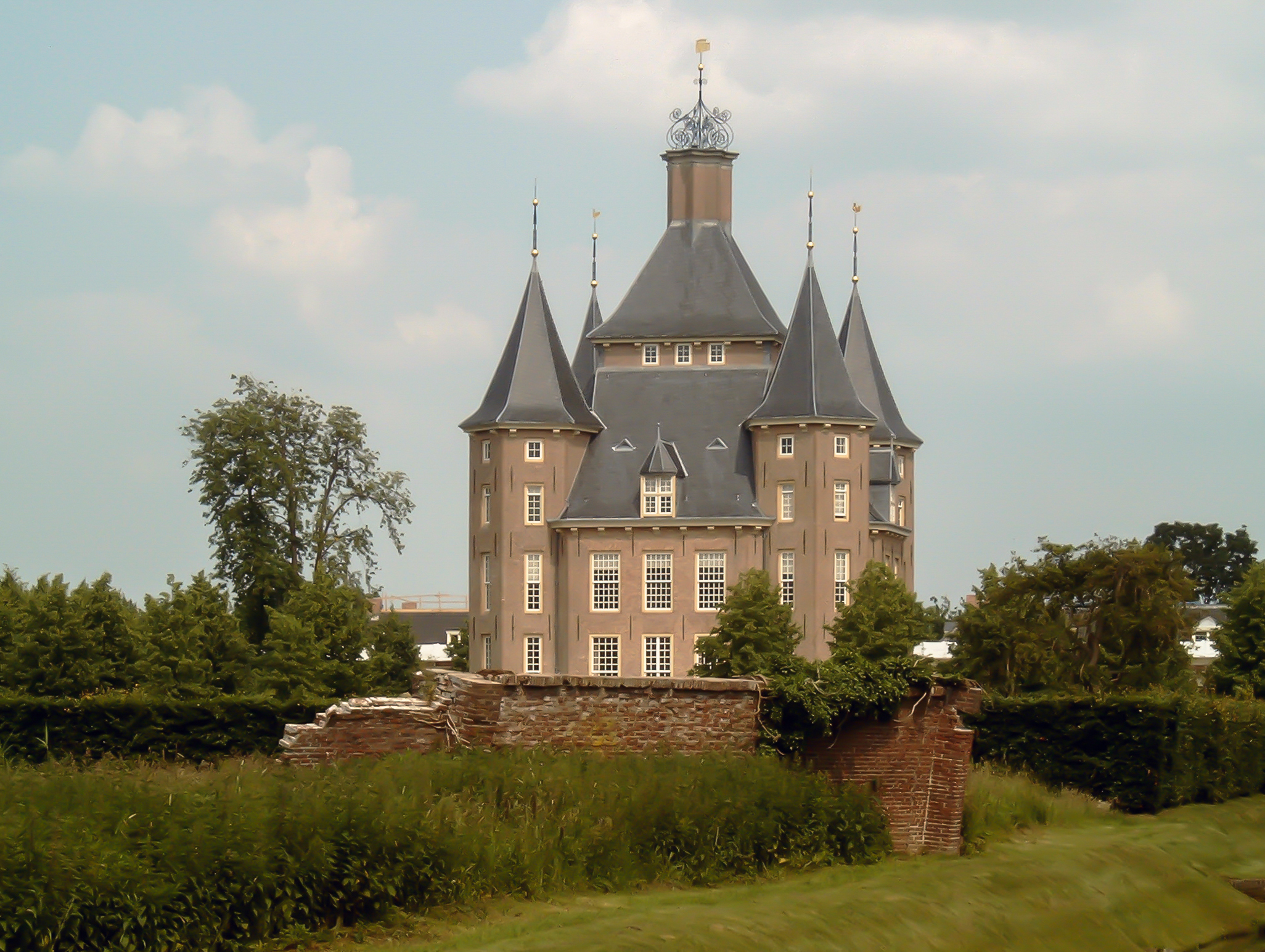
Kasteel Heemstede

De stamreeks begint met Olivier Uyth den Have die vanaf 1563 te Meppel vermeld wordt, daar schout wordt en als officier in Statendienst trad; hij overleed voor 1595.
Op 28 augustus 1814 werden twee nazaten benoemd in de ridderschap waarmee zij en hun nageslacht tot de adel van het soeverein vorstendom, later koninkrijk der Nederlanden gingen behoren. In 1822 werd voor de meeste leden erkend de titel van baron (op allen).
Van 1709 tot 1855 waren leden van de familie in het bezit van heerlijkheid/ridderhofstad Bottestein waarna het verkocht werd aan jhr. Willem Elisa Ram (1786-1855). Van 1771 tot 1880 waren leden van de familie eigenaren van heerlijkheid en kasteel Heemstede.
Het geslacht is in 2024 in mannelijke lijn uitgestorven.

## Enkele telgen
Anthony Utenhove, heer van Rijnestein (†1625), gouverneur van Oostende, Rheinberg, Doesburg en Emmerik; trouwde in 1593 met Agnes van Renesse van Baer (1593-1613), dochter van Jan van Renesse van Baer, heer van Rijnestein
- Charles (van) Utenhove, heer van Rijnestein en Tienhoven (†1641), in de Ridderschap van Utrecht, ambassadeur
  - Hendrik van Utenhove, heer van Amelisweerd en in Munnikenland (†1715), in de Ridderschap van Utrecht, luitenant-generaal, commandeur van Hasselt en van 's-Hertogenbosch, gedeputeerde in de Staten van Utrecht; trouwde in 1664 met Martha Maria Huygens, vrouwe van Amelisweerd en in Munnikenland (1638-1681, dochter van Petronella van Campen, vrouwe van Munnikenland en Amelisweerd
    - Maurits Philibert van Utenhove, heer van Bottestein en in Munnikenland (1666-1727), majoor, in de Ridderschap van Utrecht, gedeputeerde in de Staten van Utrecht
      - Jacob van Utenhove, heer van Bottenstein en in Munnikenland (1700-1767), in en president van de Ridderschap van Utrecht, gedeputeerde in de Staten van Utrecht, gedeputeerde ter Staten-Generaal
        - Maurits Carel van Utenhove, heer van Bottestein en in Munnikenland, Amelisweerd, de Hegge, Heeswijk en Achthoven en Colenberg (1747-1780), in de Ridderschap van Utrecht, gedeputeerde in de Staten van Utrecht, bewindhebber VOC
          - Maximiliaan Louis baron van Utenhove, heer van Bottestein en Amelisweerd, Colenberg, Heeswijk en Achthoven en in Munnikenland (1772-1864), kolonel, lid van de Ridderschap en Provinciale Staten van Utrecht
            - Maximiliaan Hendrik baron van Utenhove, heer van Bottestein (1806-1872)

          - Gerlach Theodorus Frederik baron van Utenhove, heer van Colenberg (1774-1826)
          - Frederik Hendrik Justus baron van Utenhove (1777-1838), heemraad
            - Frederik baron van Utenhove (1815-1894), burgemeester

        - Willem Hendrik van Utenhove, heer van Heemstede (1752-1784), in de Ridderschap van Utrecht, gedeputeerde in de Staten van Utrecht; trouwde in 1772 met Clara Charlotta de Geer (1753-1803), dochter van Jan Jacob de Geer, heer van Rijnhuizen, 't Gein, Oudegein, Broekhuysen en Wijnestein
          - Jacob Maurits Carel baron van Utenhove, heer van Heemstede (1773-1836), wis- en sterrenkundige, lid van de Tweede Kamer
          - Jan Jacob Lodewijk baron van Utenhove, heer van Wijnestein (1774-1844), lid van de Ridderschap van Utrecht
          - Willem Hendrik Philibert baron van Utenhove (1777-1864), hoogheemraad